# دوري كرة القدم الغربي 1986–87
دوري كرة القدم الغربي 1986–87 (بالإنجليزية: 1986–87 Western Football League)‏ هو موسم من دوري كرة القدم الغربي ‏. فاز فيه Saltash United F.C. ‏.